# Brunnhauskapelle
Die Brunnhauskapelle (auch: Salzbrunn- oder Salinenkapelle) in Bad Reichenhall ist Teil der Alten Saline und steht unter Denkmalschutz, die gesamte Anlage der Alten Saline mit Kapelle steht unter Ensembleschutz.
Kirchenpatron ist der hl. Rupert, der einer Legende nach als Wiederentdecker der Solequellen der Stadt gilt. Nebenpatron ist der hl. Sebastian, Schutzpatron der Brunnen.

## Lage
Die Kapelle befindet sich im Obergeschoss des Hauptbrunnhauses der Alten Saline in Bad Reichenhall.

## Geschichte
Nach Planungen von Herzog Georg dem Reichen, der fast alle Sieden der Stadt in seinen Besitz brachte, ließ Albrecht IV. (1447–1508) die Anlagen der Saline von Grund auf verbessern und von Erasmus Grasser eine wolgezürte Kapelle mit drei Altären errichten. Die Kapelle war im rechten Winkel an das Brunnhaus angebaut und hatte einen hölzernen Dachreiter für zwei Glocken. 1520 stifteten die Söhne Albrechts, Wilhelm IV. und Ludwig X., eine ewige tägliche Messe und dotierten sie mit jährlich 64 fl. aus den Salzeinnahmen. Im Nationalmuseum in München existiert aus dieser Zeit noch ein Flügelaltar, der höchstwahrscheinlich von Gordian Guckh aus Laufen stammt.
Kurfürst Maximilian I. ließ zwischen 1616 und 1621 umfangreiche Um- und Erweiterungsbauten vornehmen, bei denen die Kapelle teilweise abgebrochen wurde. 1822 errichtete man einen neuen Hochaltar mit einem Bild des Johann Anton Huber, das – wie die alte Kapelle und alle Anlagen der Saline – auch beim Stadtbrand 1834 zerstört wurde.
Mit der Neuerrichtung der neuen, heute Alten Saline wurde auch eine neue Salinenkapelle errichtet. Nach dem Willen König Ludwigs I. sollte die Saline eine monumentale und repräsentative Anlage werden, die von Friedrich von Schenk und Joseph Daniel Ohlmüller entworfen und ab 1838 errichtet wurde. Ohlmüller war dabei vermutlich in erster Linie für den Entwurf der Brunnhauskapelle sowie die künstlerische Gestaltung der Gebäude zuständig. Er erlebte die Fertigstellung nicht mehr, er starb im April 1839.
Im Jahr 1849 wurde die Kapelle vom Salinenkaplan gesegnet und einschließlich des Hochaltars am 6. September 1851 von Erzbischof Carl August Graf von Reisach konsekriert.

## Bau

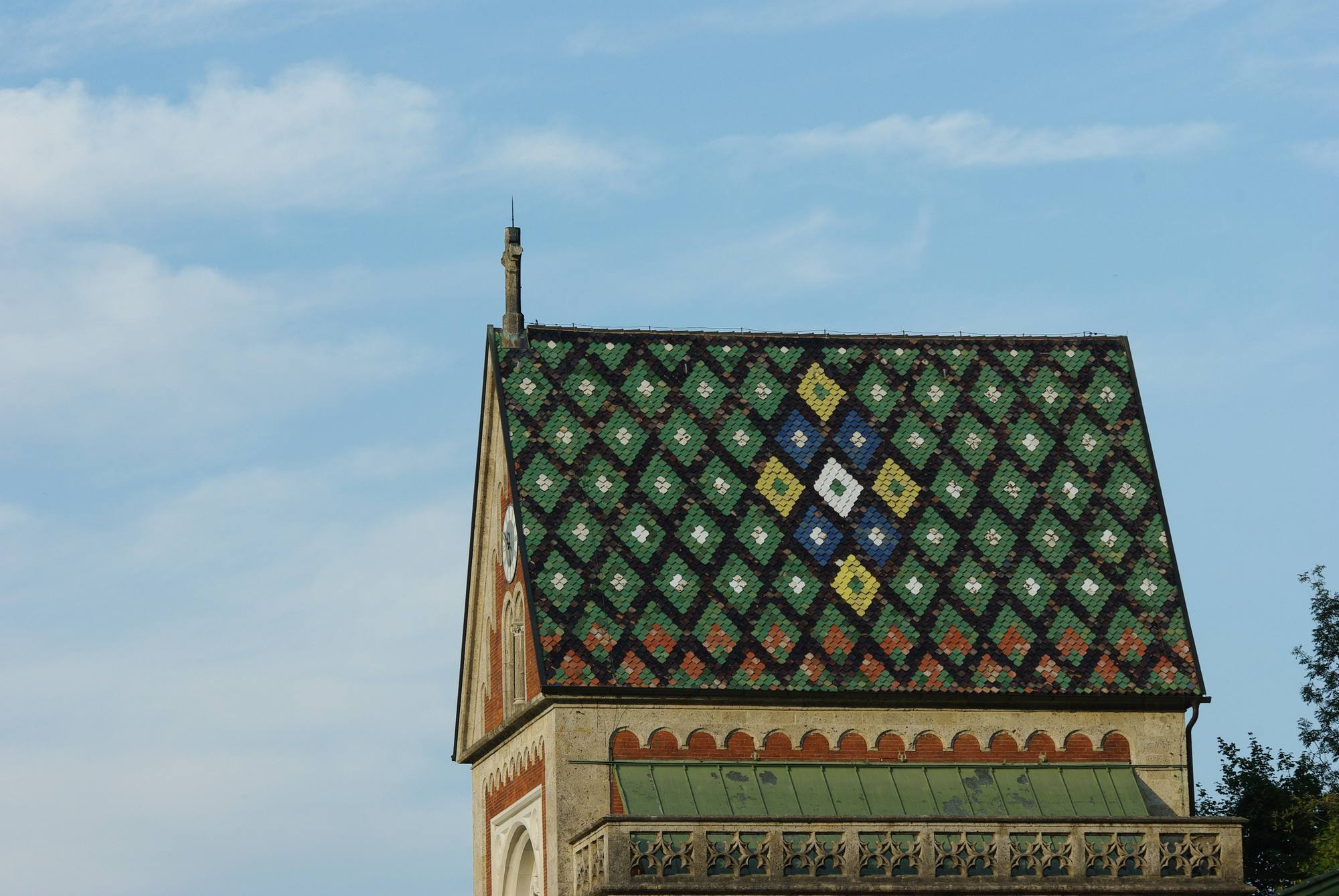
Dach der Brunnhauskapelle

Die Kapelle krönt – leicht zurückgesetzt – das Hauptbrunnhaus. Dieses Gebäude aus rotem Backstein mit Nagelfluhgliederungen zeigt sowohl neuromanische als auch neugotische Formen. Das Brunnhaus hat seitlich je vier große Toröffnungen und darüber vier gekuppelte Fenster. Überhöht werden die Seitenflügel durch den Torbau aus Nagelfluh in der Mitte, der große Ähnlichkeit mit dem Portal der Kirche in St. Zeno zeigt. Eine Freitreppe führt zu einem gestuften Portal, über dem sich ein gekuppeltes Fenster befindet, das mit einer Rundbogenöffnung und Blendarkaden die Architekturformen im Giebel auslaufen lässt. Dominierend ist die Rosette im Mittelbau der Kapelle, die von den Flügelansätzen der Seitenschiffe eingerahmt wird. An der Front des Baus finden sich ein Kuppelfenster, eine Uhr und Blendarkaden. Die einzelnen Bauteile – grün an den Dächern, rot an den Backsteinen und weiß an den Zierformen – sind farblich aufeinander abgestimmt. Die Kapelle liegt im zweiten Stock des Hauptbrunnhauses, eine gegenläufige Treppenanlage führt im Mittelbau nach oben.

### Dach
Die farbig glasierten Ziegel des Daches sind besonders in der Morgen- oder Abendsonne ein Blickfang und heben die Kapelle deutlich von den Nachbargebäuden ab.

### Innenraum
Der Innenraum ist als dreischiffige Hallenanlage mit zwei Jochen gestaltet, die durch Pilaster mit Halbsäulenvorlagen getrennt sind. Im westlichen Joch befindet sich die Orgelempore, zu der in der Flucht der Seitenschiffe Wendeltreppen führen. Zusätzliche Emporen gibt es über den Seitenschiffen. Unter der Orgelempore entsteht dadurch eine Vorhalle, die vom Hauptschiff durch ein Gitter getrennt ist. Eine halbrunde Apsis schließt das Hauptschiff ab, die Seitenschiffe schließen gerade. Der für den Boden verwendete Untersberger Marmor stammt aus den Marmorbrüchen in Grödig, die sich damals im Privatbesitz König Ludwigs befanden.

## Ausstattung

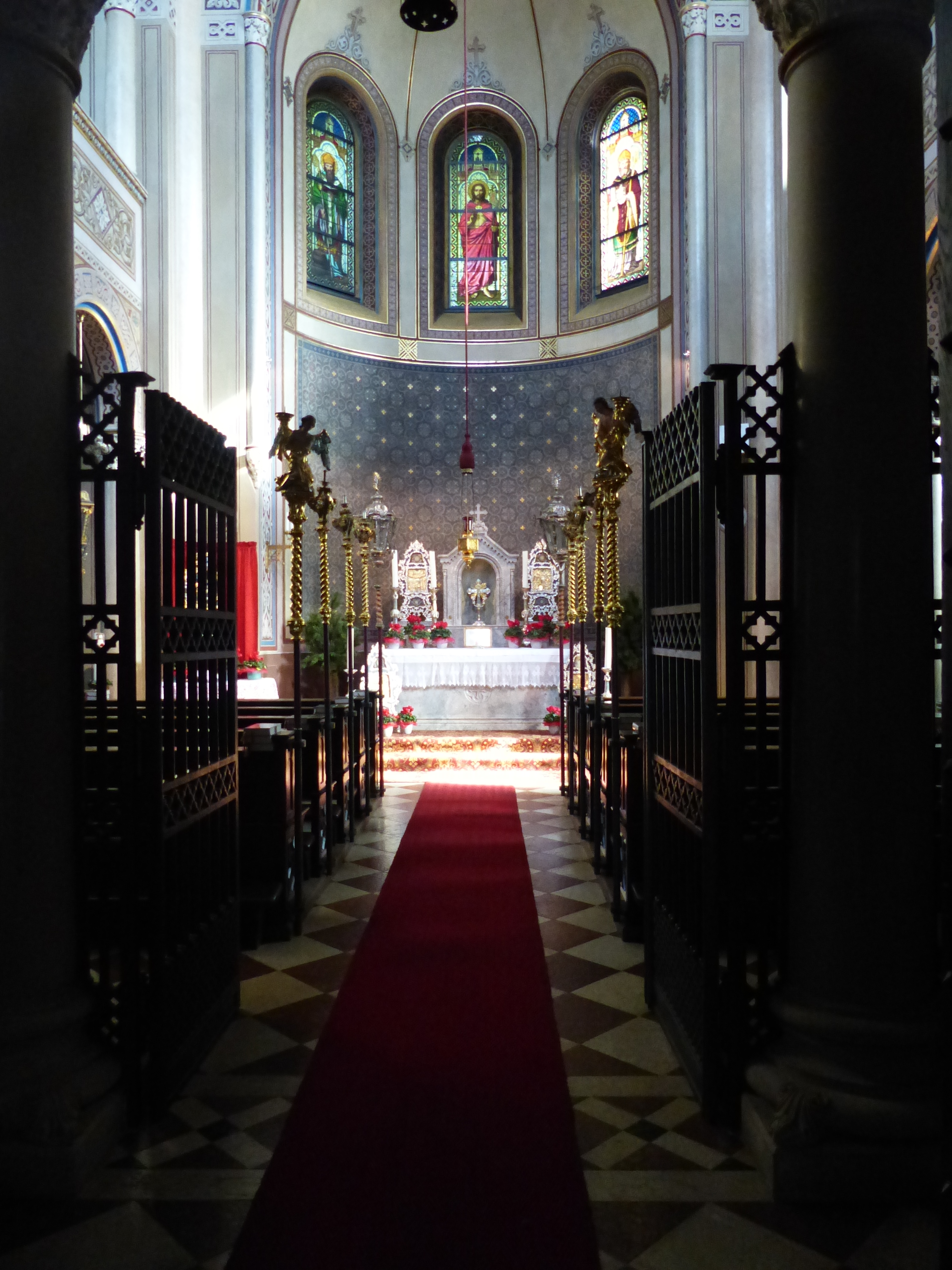
Innenraum

Im Treppenhaus befindet sich ein barocker Kreuzweg aus der Kapelle im Achthal. Der Innenraum zeigt bemalte Schlusssteine sowie Ornamentmalerei mit Kreuzsymbolen und Blumenranken, im Mittelschiff weiß-blaue Rauten und ein Salzfass, in den Gewölben der Seitenschiffe Zunftembleme. Die Ausmalung schuf Joseph Schwarzmann, eine Mitwirkung von Moritz von Schwind wird in der Literatur genannt, konnte bisher aber nicht nachgewiesen werden. Die drei Fenster in der Apsis stammen aus der königlichen Hofmalerei in München. Die Entwürfe zu diesen Fenstern sollen von Moritz von Schwind stammen. Diese zeigen in der Mitte Christus als Auferstandener mit Siegesfahne, zur Ehrenseite rechts der Kirchenpatron Rupert von Salzburg mit Salzfass, links der heilige Virgil. Der Altar mit Leuchterbank, Aufsatz in der Mittelnische für den Drehtabernakel sowie sechs Kerzenleuchtern ist aus weißem Marmor gefertigt und ist aus dem Jahr 1904. In den Seitenschiffen finden sich links Maria mit dem Kinde, rechts der heilige Josef. An den Wänden sind zwölf Apostelleuchter, an den Bänken zwölf Zunftstangen sowie zwei Laternen und zwei Engelstangen aus verschiedenen Stilepochen angebracht. Sie wurden von den Zünften der Pfannhauser, Holzscheiber, Küfer und Stoßer bei kirchlichen Anlässen gebraucht oder getragen. Dazu gehört das Zunftkreuz von 1780 mit den Initialen der Zechmeister und das Zunftzeichen von 1850. Die Orgel von März aus München aus dem Jahr 1904 umgibt mit ihrem Prospekt das große Radfenster. Die ursprünglichen zwei Glocken wurden 1841 von Anton Oberascher aus Bad Reichenhall gegossen.

## Heutige Nutzung
Regelmäßige Gottesdienste werden in der Brunnhauskapelle nicht gehalten, aber die Kapelle wird mehrmals im Jahr für Kirchenfeste genutzt. Die Kapelle ist üblicherweise geschlossen, jedoch ist ein Blick ins Innere ist während der Öffnungszeiten des Hauptbrunnhauses möglich. Unter Auflagen kann die Kapelle für kirchliche Trauungen gemietet werden.